# Christoph Göbel (Komponist)
Christoph Julius Göbel (* 1976 in Leipzig) ist ein deutscher Musiktheoretiker und Hochschullehrer. 

## Leben
Christoph Julius Göbel erhielt ab 1985 Unterricht in Klavier, Komposition und Musiktheorie am Konservatorium Halle (Saale) und am Musikunterrichtskabinett Leipzig. Nach dem Besuch des Humboldt-Gymnasiums Leipzig studierte er von 1997 bis 2005 Komposition bei Siegfried Thiele und Musiktheorie bei Gesine Schröder an der Hochschule für Musik und Theater Leipzig sowie von 2004 bis 2006 Komposition bei Christopher Brown an der Royal Academy of Music in London. Ab 2008 war er Lehrbeauftragter für Tonsatz, Gehörbildung und Schulpraktisches Musizieren an der Hochschule für Musik und Theater Leipzig. Seit 2014 ist er dort ordentlicher Professor für Gehörbildung und Tonsatz. Christoph Julius Göbel ist außerdem als Komponist und als Arrangeur im Bereich des Jazz, vor allem für vokale Besetzungen, hervorgetreten. Er schrieb Auftragswerke und Arrangements u. a. für den Gewandhauschor, den Landesjugendchor Thüringen, für das Ensemble amarcord und das Calmus Ensemble Leipzig.